# Marjorie Estiano (álbum)
Marjorie Estiano é o álbum de estreia da artista musical brasileira Marjorie Estiano. O seu lançamento ocorreu em 24 de maio de 2005, através da Universal Music. O disco possui como estilos musicais predominantes o pop rock e o pop, bem como influências do country, do folk-pop e do teen pop. Liricamente, as faixas referem-se ao amor. É composto por algumas canções que foram primeiramente apresentadas na trilha sonora da décima primeira temporada do seriado Malhação — no qual Estiano interpretava a personagem Natasha Ferreira —, além de outras inéditas. O disco foi concebido e gravado ao longo do ano de 2004 e 2005, durante os intervalos das filmagens do programa, com a artista confessando ao jornal O Globo: "Gravei quase tudo de madrugada. É cansativo mas eu estava uma pilha de tão feliz. Só percebi o cansaço quando vi que estava emagrecendo muito". Ela, que trabalhou com produtores como Victor Pozas e Alexandre Castilho, afirmou que acompanhou todo o processo de produção do trabalho, confessando: "Sou muito chata. Cuido de tudo. Até da capa".
Comercialmente bem sucedido, a revista estadunidense Billboard publicou a informação de que o projeto atingiu o quinto lugar em vendas durante a semana de 19 de julho de 2005. Mais tarde, a Pro-Música Brasil (PMB) emitiu um certificado de platina e ouro a obra, reconhecendo mais de 100 mil cópias adquiridas no país. De acordo com a mesma certificadora, este foi o vigésimo álbum mais comprado no Brasil em 2005.
O disco produziu vários sucessos, incluindo "Você Sempre Será", que alcançou a liderança entre as mais tocadas nas rádios brasileiras, de acordo com o monitoramento do instituto Crowley. A divulgação do álbum contou com uma turnê em apoio, que estreou no Tom Brasil, em São Paulo, em 25 de agosto do mesmo ano. Pelo trabalho, Estiano ganhou vários prêmios da industria do entretenimento brasileiro, incluindo o Melhores do Ano de Música do Ano, Meus Prêmios Nick de Cantora Revelação do Ano e Prêmio Multishow de Música Brasileira de Cantora Revelação.

## Faixas
1. "So Easy" (Victor Pozas, Alexandre Castilho, André Aquino)  — 3:57
2. "Você Sempre Será" (Victor Pozas, Alexandre Castilho)  — 3:26
3. "Por Mais que Eu Tente" (Victor Pozas, Alexandre Castilho, Alexandre de Faria)  — 3:29
4. "As Horas" (Victor Pozas, Alexandre Castilho)   — 3:49
5. "O Jogo" (Alexandre Castilho, João Jacques, Rogério Leão)  — 3:49
6. "Reflexo do Amor" (Victor Pozas, Alexandre Castilho)   — 3:40
7. "Versos Mudos" (participação especial: LS Jack) (Victor Pozas, Alexandre Castilho, Marcus Menna)   — 3:45
8. "O Que Tiver Que Ser" (Alexandre Castilho, André Aquino)   — 5:12
9. "Partes de Você" (Alexandre Castilho, André Aquino)   — 3:58
10. "Sem Direção" (Victor Pozas, Alexandre Castilho, André Aquino)   — 3:58
11. "Tudo Passa" (Alexandre Castilho, Renato Icarahy)   — 2:12

Faixa multimídia
- Videoclipe "Você Sempre Será"
- Making of
- Galeria de Fotos
- Cifras das Músicas
- Versão Exclusiva de "So Easy"

## Desempenho comercial
| País — Tabela musical (2005) | Posição de pico |
| ---------------------------- | --------------- |
| Brasil (Billboard)           | 5               |

| País — Tabela musical (2005) | Posição |
| ---------------------------- | ------- |
| Brasil (Pro-Música Brasil)   | 20      |

| Região                                                                                             | Certificação | Unidades/Vendas |
| -------------------------------------------------------------------------------------------------- | ------------ | --------------- |
| Brasil (Pro-Música Brasil)                                                                         | Platina      | 100 000*        |
| *números de vendas baseados somente na certificação ^distribuições baseadas apenas na certificação |              |                 |